# Vlaamse Maatschappij voor Sociaal Wonen
De Vlaamse Maatschappij voor Sociaal Wonen, kortweg VMSW, is binnen het beleidsdomein Omgeving een publiekrechtelijk extern verzelfstandigd agentschap van de Vlaamse Overheid. De Vlaamse Maatschappij voor Sociaal Wonen is sedert 1 juli 2006 de opvolger van de Vlaamse Huisvestingsmaatschappij.
Sinds 1 januari 2023 onderging het beleidsveld Wonen een herstructurering waarbij een groot deel van de taken van de VMSW werd overgedragen naar het agentschap Wonen in Vlaanderen, samen met alle personeelsleden van de VMSW. De communicatie met de VMSW verloopt in de praktijk altijd via personeelsleden van Wonen in Vlaanderen. Een beperkt deel van het takenpakket zit nog vervat in de nv VMSW. 

## Missie
Wonen in Vlaanderen (en NV VMSW) wil samen met zijn partners kwaliteitsvol, toegankelijk, woonzeker en betaalbaar wonen mogelijk maken voor alle inwoners van Vlaanderen. 

## Taken
1. Advies bij projectrealisatie: de sociale huisvestingsmaatschappijen adviseren bij de bouw en renovatie van sociale woonprojecten, van bij het concept tot de oplevering. Het agentschap heeft ook normen en richtlijnen waaraan sociale woningen moeten voldoen. (= taak van Wonen in Vlaanderen)
2. Wooninfrastructuur aanleggen: wooninfrastructuur (wegen, rioleringen, groen, ...) bij sociale woningen aanleggen. De VMSW kan zelf bouwheer zijn. (= taak van nv VMSW)
3. Financiering: (gesubsidieerde) leningen verstrekken aan sociale huisvestingsmaatschappijen om gronden te kopen, nieuwe projecten te bouwen en bestaande projecten te renoveren. Met de inkomsten van de verhuur of de verkoop betalen de sociale huisvestingsmaatschappijen hun lening af aan de VMSW. (= taak van nv VMSW)
4. Bankfunctie: het beheer van de financiële middelen van de sociale huisvestingsmaatschappijen. Elke sociale huisvestingsmaatschappij heeft een zichtrekening bij de VMSW. De VMSW betaalt facturen van aannemers in de plaats van de sociale huisvestingsmaatschappijen. (= taak van nv VMSW)
5. Ondersteuning: sociale huisvestingsmaatschappijen en sociale verhuurkantoren kunnen bij de VMSW terecht voor juridisch advies, financiële begeleiding, informaticatoepassingen en opleidingen. (= taak van Wonen in Vlaanderen)

## Geschiedenis
De Vlaamse Maatschappij voor Sociaal Wonen is de rechtsopvolger van de Vlaamse Huisvestingsmaatschappij. De Vlaamse regering heeft op 30 juni 2006 en 7 juli 2006 een aantal besluiten genomen die deze omvorming finaliseren. Deze omvorming past binnen Beter Bestuurlijk Beleid, de algemene reorganisatieoperatie van de Vlaamse overheid.
De Vlaamse Huisvestingsmaatschappij was in Vlaanderen op haar beurt de opvolger van enerzijds de Nationale Maatschappij voor de Huisvesting en van anderzijds de afdeling huisvesting van de Nationale Landmaatschappij.
Bij de wet van 11 oktober 1919 werd de Nationale Maatschappij voor Goedkope Woningen en Woonvertrekken, de latere Nationale Maatschappij voor de Huisvesting, opgericht. Onder impuls van die Nationale Maatschappij voor de Huisvesting werd een steeds groeiend aantal maatschappijen opgericht met het doel bescheiden, doch gezonde, comfortabele en betaalbare woningen te bouwen voor de verhuring aan minderbegoeden. De huisvestingsvoorwaarden waren aan het begin van de 20e eeuw immers vaak schrijnend. Vooral de arbeiders in de grootsteden en in de industriële centra leefden in ongezonde woningen zonder het minste comfort.
Bij Koninklijk Besluit van 27 februari 1935 werd de Nationale Maatschappij voor de Kleine Landeigendom, de latere Nationale Landmaatschappij, opgericht. Van bij de start heeft de Nationale Maatschappij voor de Kleine Landeigendom  geijverd voor de verbetering van de sociale huisvesting op het platteland, met vooral aandacht voor de eigen woning. Zowat overal werden initiatieven genomen voor de oprichting van gewestelijke maatschappijen in coöperatieve vorm. Enerzijds werd het privé-initiatief aangemoedigd door het toekennen van goedkope leningen op lange termijn aan particuliere bouwers (met als voorwaarde dat het bouwperceel een minimumoppervlakte van 10 are zou beslaan om het gezin in de gelegenheid te stellen aan kleinlandbouw te doen en aldus te besparen op de kosten voor levensonderhoud) en anderzijds werden wijken van sociale koopwoningen (vroeger groepsbouw van kleine landeigendommen genoemd) gebouwd.
De wet van 28 december 1984 voorzag in de afschaffing van de Nationale Maatschappij voor de Huisvesting en de Nationale Landmaatschappij. In Wallonië werd de Société Wallonne du Logement opgericht en in Brussel de Brusselse Gewestelijke Huisvestingsmaatschappij. In Vlaanderen werd bij decreet van 21 december 1988 de Vlaamse Huisvestingsmaatschappij opgericht. In het Belgisch Staatsblad van 14 augustus 1990 verschenen de besluiten van 27 juli 1990, waarbij de Vlaamse Huisvestingsmaatschappij met terugwerkende kracht op 1 januari 1990 haar bevoegdheden toebedeeld kreeg. Via haar sociale huisvestingsmaatschappijen was de Vlaamse Huisvestingsmaatschappi] tot 1 juli 2006 bevoegd voor de sociale huisvesting in Vlaanderen, zowel wat huren, kopen als lenen betreft.
In 2017 verhuisde het van de Koloniënstraat 40 in Brussel naar het Herman Teirlinckgebouw aan de Havenlaan 88, bus 94 op de Brusselse site Thurn en Taxis.
Sinds 1 januari 2023 vormen het agentschap Wonen-Vlaanderen en de Vlaamse Maatschappij voor Sociaal Wonen (VMSW) het nieuwe agentschap Wonen in Vlaanderen. Er blijft wel een NV VMSW bestaan voor bepaalde deeltaken, maar de communicatie met de VMSW verloopt in de praktijk altijd via personeelsleden van Wonen in Vlaanderen.

## Bestuur
De raad van bestuur wordt benoemd door de Vlaamse Regering.
Van 1 januari 2014 tot 31 december 2022 was Ben Forier de gedelegeerd bestuurder. Sinds 1 januari 2023 is Helmer Rooze de administrateur-generaal van Wonen in Vlaanderen en in die hoedanigheid ook voorzitter van de raad van bestuur van de VMSW.
In september 2010 werd Steven Vandeput (N-VA) opgevolgd door Luc Deconinck (N-VA) als voorzitter van de raad van bestuur. In 1 januari 2015 werd Vera Van der Borght (Open Vld) voorzitster met Yann Van Rompaey als ondervoorzitter. Daarna volgde Jan Desmeth als voorzitter. Sinds 1 januari 2023 (herstructurering) bestaat de raad van bestuur van nv VMSW nog uit 3 leden.